# Xaver Knittl

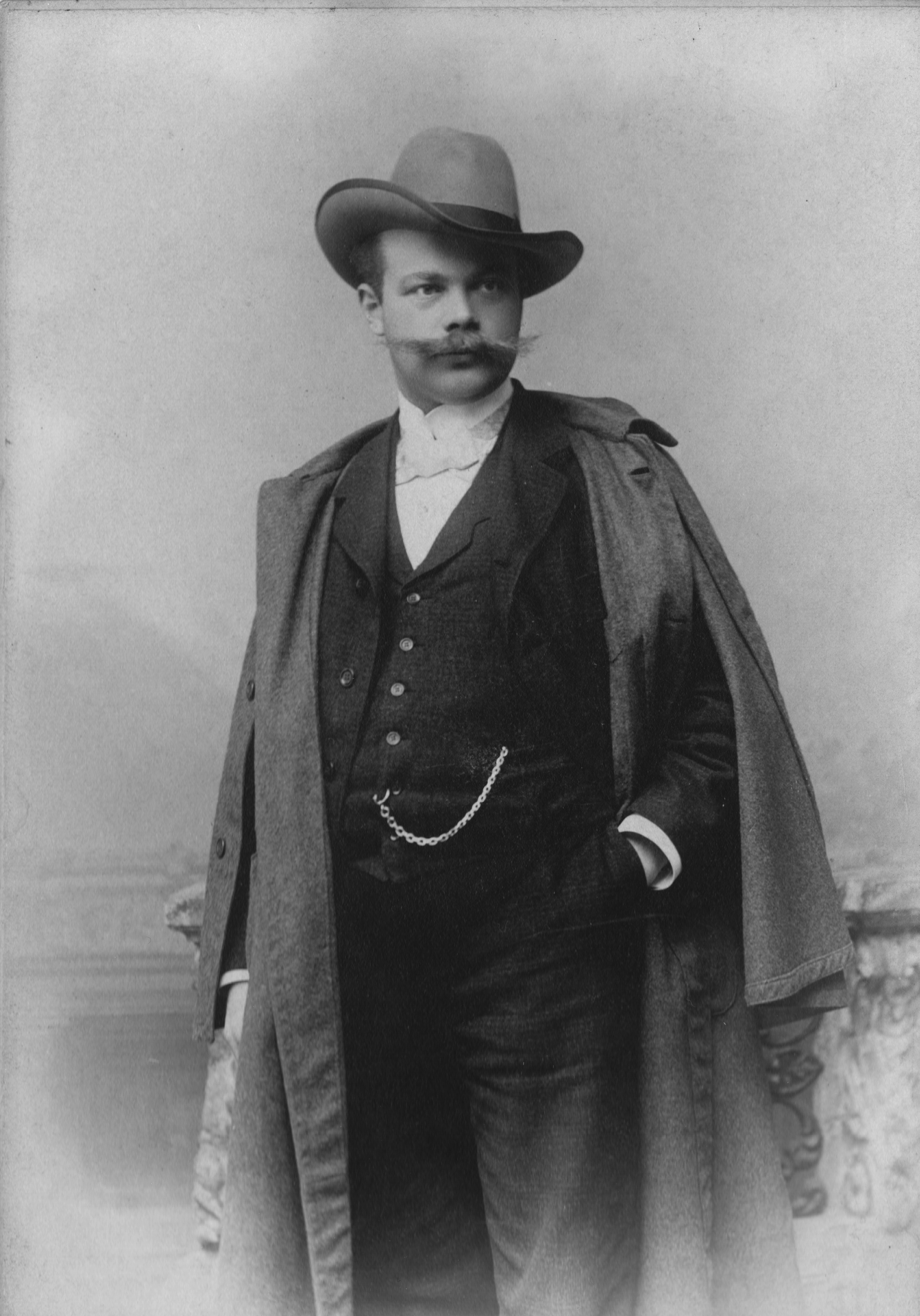
Xaver Knittl (um 1900)

Xaver Knittl (* 2. September 1873 in Tutzing; † 8. März 1933 ebenda) war ein deutscher Baumeister. Er wurde vor allem bekannt durch einen typischen Landhaus-Stil am Starnberger See, den „Knittl-Stil“. Dieser ist geprägt von seiner charakteristischen Bauauffassung, versehen mit einem kunstvollen, ornamentalen Zierfachwerk und damit ganz im Sinne des Späthistorismus.

## Leben
Xaver Knittl war das erste von sieben Kindern des Maurermeisters Josef Knittl (vorher Knittel) aus Weißenbach in Tirol und seiner Frau Maria Greinwald, Fischerstochter aus Garatshausen. Sein Vater Josef gründete die über 115 Jahre bestehende Baufirma 1872 in Tutzing, nachdem er von Herzog Ludwig in Bayern, dem damaligen Besitzer des kleinen Hofmarkschlosses in Garatshausen und ältester Bruder der Kaiserin Elisabeth, als Baufachmann an den Starnberger See berufen wurde. Sein jüngerer Bruder, Konrad Knittl, Landwirt in Garatshausen, war bei ihm Bauzeichner. Sein jüngster Bruder Engelbert Knittl war ebenfalls Baumeister und übernahm 1907 das Baugeschäft von Johann Biersack in Feldafing.
Xaver Knittl sammelte als junger Maurermeister bereits erste Erfahrungen beim Bau des Nord-Ostsee-Kanals. Nach Abschluss der Staatsbauschule in München durfte er den Titel Baumeister führen und übernahm 21-jährig den väterlichen Betrieb.
Mit dem Titel Baumeister durfte er damals auch selbst seine eigenen architektonischen Entwürfe realisieren. Neben der Rolle des Baumeisters übte Xaver Knittl mit seinem beruflichen Wissen auch das Amt des vereidigten Schätzmanns für Immobilien aus. Zusätzlich übernahm er auch die Aufgabe der Kreditvermittlung. Er prägte maßgeblich die ansässige regionale Architektur mit seinen vom klassischen Bauernhaus abgeleiteten Landhäusern, die sich durch aufwendiges Zierfachwerk und dekorative Laubsägearbeiten bzw. kunstvolle Holzverzierungen auszeichnen, die allein der ästhetischen Bereicherung dienten. Er baute aber auch mit namhaften Architekten und Architekturbüros zusammen wie zum Beispiel dem bekannten Tutzinger Architekten Engelbert Schnell oder den Münchner Architekten Alois Ludwig, John Herbert Rosenthal, Michael Kurz, Carl Baierle, Franz Böttge sowie den Architekturbüros Liebergesell & Lehmann und Heilmann & Littmann.

## Wirken

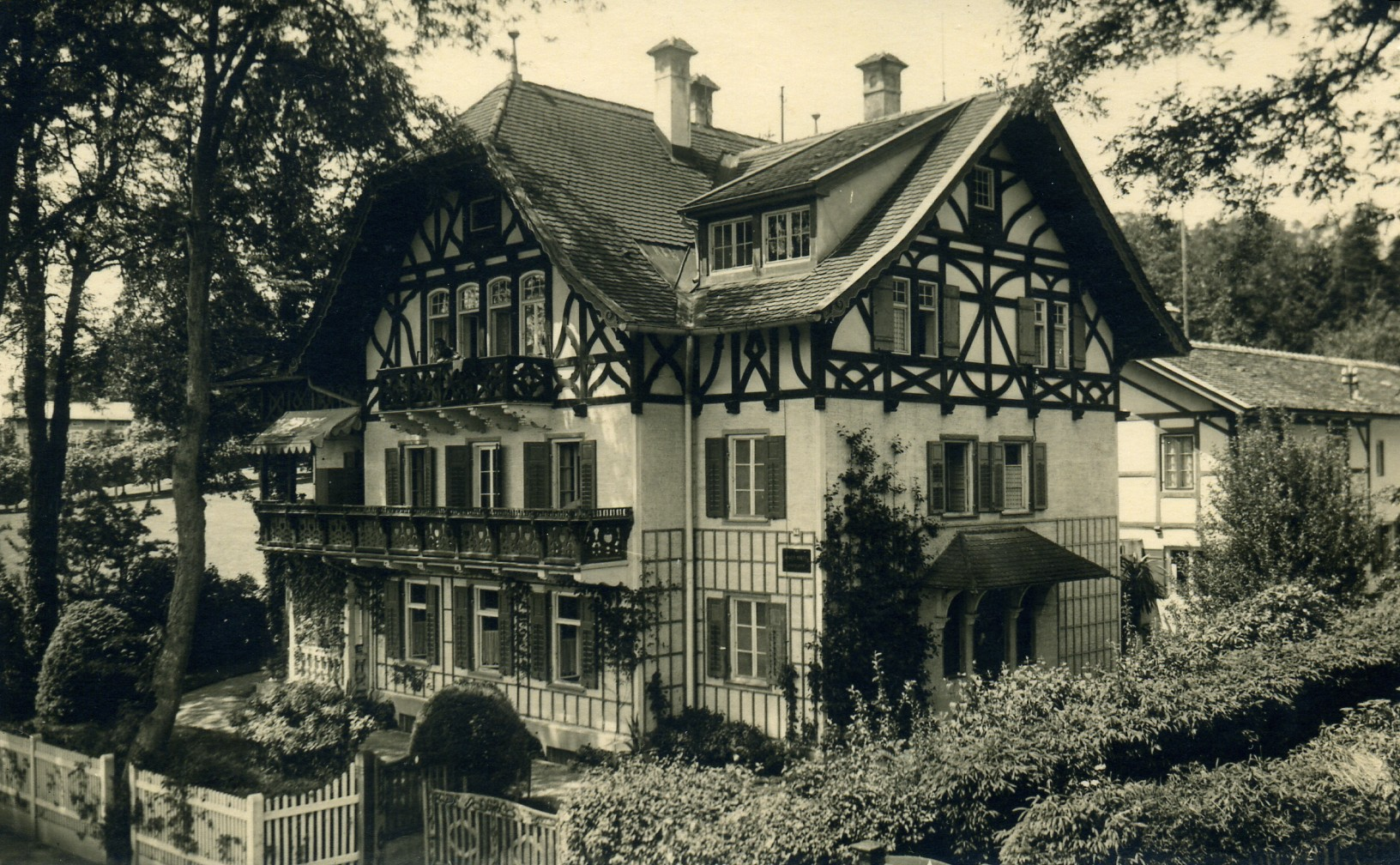
Stammhaus Baugeschäft Knittl in seinem typischen Landhaus-Stil

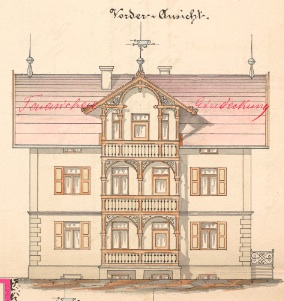
Plan Landhaus, Baumeister Xaver Knittl, 1895

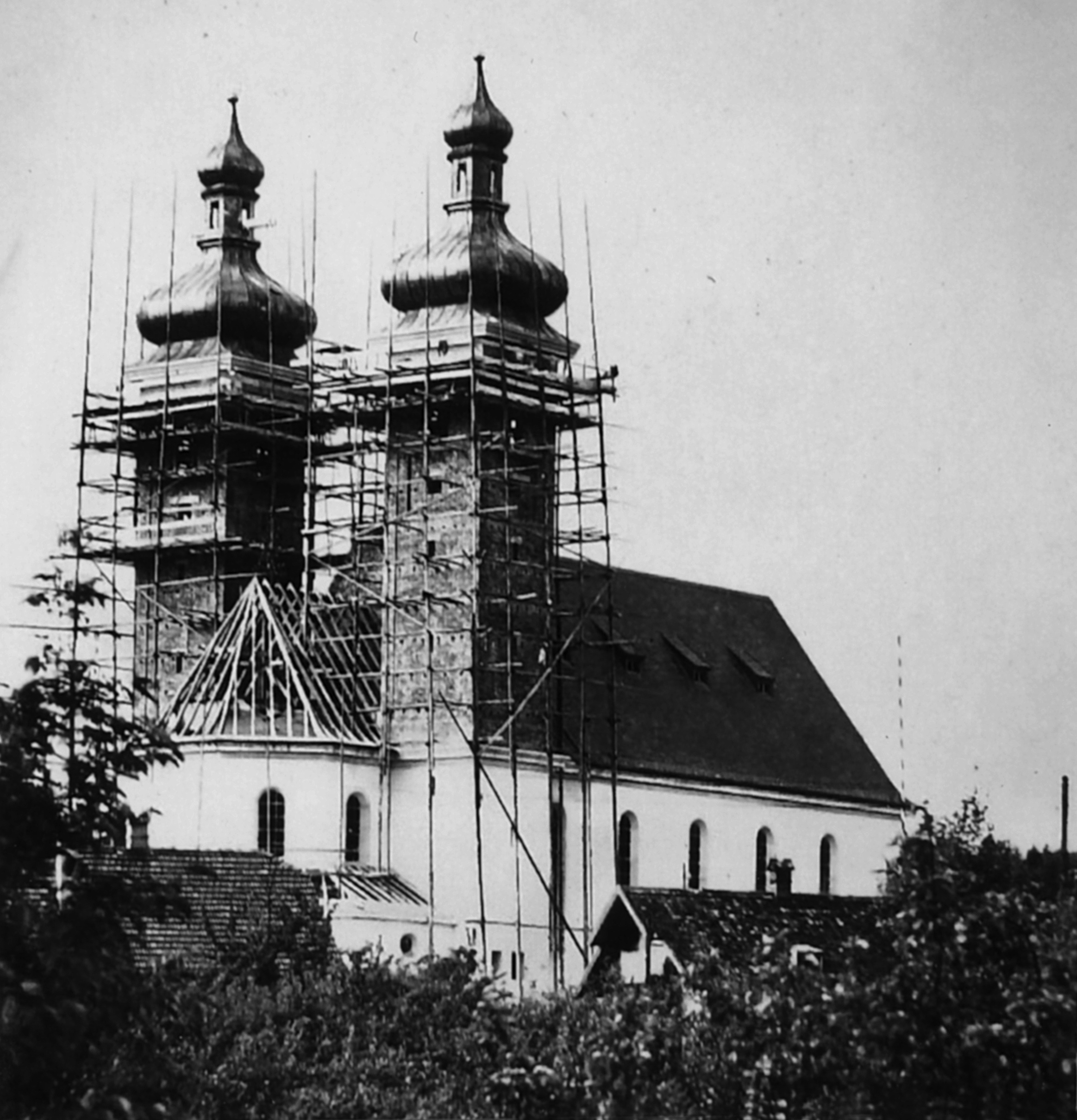
Bau der St.-Joseph-Kirche in Tutzing (1928)

In seiner 40-jährigen Schaffenszeit vollendete er über 250 Bauprojekte. In der Zeit von 1894 bis 1906 brachte er allein 165 Bauvorhaben zum Abschluss. Er gab in seinem Baugeschäft vielen Menschen aus der Umgebung Arbeit: vom Tagelöhner, Maurer bis zum Zugführer. Im Jahre 1911 brachte es die Firma auf 357 Mitarbeiter und war somit vor dem Ersten Weltkrieg die größte Baufirma am Starnberger See. Damals war es für einen Baumeister existentiell eine eigene Kiesgrube zu besitzen, da die Baumaterialien zu dieser Zeit aus eigener Hand kamen. In Tutzing und Seeshaupt besaß er seine Kiesgruben. Dort entstanden die meisten Bauten, aber auch rund um den Starnberger See baute er Landhäuser, Villen, landwirtschaftliche Gebäude, Wohn- und Geschäftshäuser, Hotels, Gaststätten, Schiffs- und Berghütten, Gewächs- und Waschhäuser, Chauffeur-Garagen, Eiskeller u. v. m. Außerdem erledigte er Kanal- und Entwässerungsarbeiten. Die Erd- und Maurerarbeiten übernahm seine Baufirma bei den Großbauten in Tutzing: das Kloster der Missions-Benediktinerinnen (1903), die Grundschule nebst Lehrerwohnhaus (1915), dem neuen Rathaus (1924), der katholischen St.-Josephs-Kirche (1928) sowie der evangelischen Christuskirche (1929). Einige seiner Bauten stehen unter Denkmalschutz.

## Ausstellungen
- Ortsmuseum Tutzing (12. November 2015 – 24. April 2016): Knittl, Baumeister, Tutzing, Häuser und Villen am Starnberger See
- Rathaus Tutzing: 1275 Jahre Tutzing (27. Januar 2017 – 16. Juni 2017): Häuser als Denkmäler – Erinnerung und lebendige Gegenwart